# Бриньола, Энрико
Энрико Бриньола (итал. Enrico Brignola; родился 8 июля 1999 года, Казерта, Италия) — итальянский футболист, вингер клуба «Катандзаро».

## Клубная карьера
Бриньола — воспитанник клуба «Беневенто». 17 сентября 2016 года в матче против «Латины» он дебютировал в Серии B. По Итогам сезона Энрико помог клубу выйти в элиту. 3 декабря 2017 года в матче против «Милана» он дебютировал в Серии A. 6 января 2018 года в поединке поединке против «Сампдории» Энрико забил свой первый гол за «Беневенто». Летом того же года Бриньола перешёл в «Сассуоло». Сумма трансфера составила 3,5 млн. евро. 21 сентября в матче против «Эмполи» он дебютировал за новую команду.

## Международная карьера
В 2018 году в юношеской сборной Италии Бриньола завоевал серебряные медали юношеского чемпионата Европы в Финляндии. На турнире он сыграл в матчах против команд Франции и Португалии.

## Достижения
Международные
 Италия (до 19)
- Юношеский чемпионат Европы — 2018